# Attila Zsivoczky
Attila Zsivoczky [ˈɒtilːɒ ˈʒivoːʦki] (* 29. April 1977 in Budapest) ist ein ehemaliger ungarischer Leichtathlet der im Zehnkampf aktiv war.

## Leben
Zsivoczky ist der Sohn des Hammerwurf-Olympiasiegers Gyula Zsivótzky und der Hochspringerin Magdolna Komka. Er ist mit der Siebenkämpferin Györgyi Farkas verheiratet.
Erste Erfolge als Zehnkämpfer erreichte Zsivoczky 1996, als er in Sydney Junioren-Weltmeister wurde. 1999 in Sevilla nahm er erstmals an Leichtathletik-Weltmeisterschaften teil und errang den zehnten Platz. Zwei Jahre später kam er bei den Weltmeisterschaften in Edmonton auf Rang 4. Bei den Olympischen Spielen 2000 in Sydney wurde Zsivoczky Achter, 2004 in Athen war er Sechster und Olympischen Spielen 2008 in Peking trat er nach der ersten Disziplin, dem 100-Meter-Lauf, nicht mehr an.
Der erste große Erfolg seiner Karriere gelang ihm bei den Weltmeisterschaften 2005 in Helsinki, als er mit einer Leistung von 8385 Punkten die Bronzemedaille gewann. 2006 reichten ihm 8356 Punkte zum Gewinn der Silbermedaille bei den Europameisterschaften in Göteborg.
Zsivoczkys persönliche Bestleistung im Zehnkampf liegt bei 8554 Punkten, aufgestellt beim Internationalen Mehrkampf-Meeting Götzis am 4. Juni 2000.